# 小行星2593
小行星2593（2593 Buryatia）是一颗绕太阳运转的小行星，为主小行星带小行星。该小行星于1976年4月2日发现。
該小行星以俄羅斯的聯邦主體布里亞特共和國命名。

## 轨道参数
小行星2593的轨道半长轴为2.1698878 UA，离心率为0.079。